# Dżakka
Dżakka (arab. جكة) – wieś w Syrii, w muhafazie Aleppo. W 2004 roku liczyła 755 mieszkańców.